# 妈竹
妈竹（学名：Bambusa boniopsis）为禾本科簕竹属下的一个种。

## 扩展阅读
- 維基物種上的相關：妈竹